# Cezar Niculescu
Cezar Niculescu (27 luglio 1927 – ...) è stato un cestista rumeno.

## Carriera
Con la Romania ha disputato le Olimpiadi del 1952 e i Campionati europei del 1953.